# Terms of Endearment (The X-Files)
«Terms of Endearment» es el séptimo episodio de la sexta temporada de la serie de televisión estadounidense de ciencia ficción The X-Files, y se emitió originalmente en la cadena Fox el 3 de enero de 1999. Escrito por David Amann y dirigido por Rob Bowman, «Terms of Endearment» es una historia del «monstruo de la semana», desconectada de la mitología más amplia de la serie. Obtuvo una calificación de Nielsen de 10,5 y fue visto por 18,7 millones de personas en su transmisión inicial. La actuación del actor invitado Bruce Campbell atrajo comentarios positivos, pero la trama fue criticada.
El programa se centra en los agentes especiales del FBI Fox Mulder (David Duchovny) y Dana Scully (Gillian Anderson) que trabajan en casos relacionados con lo paranormal llamados expedientes X. Mulder cree en lo paranormal, mientras que la escéptica Scully ha sido asignada para desacreditar su trabajo. En la entrega, un niño por nacer aparentemente es secuestrado del útero de su madre por un demonio después de que los futuros padres descubren que su hijo tiene defectos de nacimiento. Después de que el agente Spender descarta la asignación como irrelevante para los expedientes X, Mulder y Scully roban el caso e investigan a la criatura. Mientras investigan el informe, el dúo descubre que Wayne Weinsider (Campbell) es un demonio secuestrador de niños.
«Terms of Endearment», una inversión de la película de 1968 Rosemary's Baby, fue el primer episodio escrito por el editor ejecutivo de historias de The X-Files David Amann, un miembro del personal que más tarde se convirtió en colaborador habitual de la serie. Campbell, ya conocido como actor de cine de culto en varias películas de terror de Sam Raimi, fue elegido como Wayne Weinsider. Muchos de los efectos especiales del episodio se crearon sin elaborados efectos generados por computadora. Los críticos han elogiado la representación única del episodio de su antagonista, que ha sido clasificado como un villano simpático.

## Argumento
En Hollins, Virginia, Wayne Weinsider (Bruce Campbell) y su esposa embarazada Laura (Lisa Jane Persky) descubren a través de una ecografía que su hijo por nacer tiene extrañas anomalías físicas, como protuberancias en forma de cuerno. Wayne parece estar especialmente angustiado después de escuchar la noticia. Esa noche, Laura tiene un sueño aterrador en el que una figura parecida a un demonio le arrebata al bebé de su vientre. Cuando se despierta, la pareja descubre que Laura aparentemente ha tenido un aborto espontáneo.
El hermano de Laura, el ayudante del sheriff local Arky Stevens, informa su historia a la sección de expedientes X del FBI. El agente Jeffrey Spender (Chris Owens) descarta el informe, pero Mulder (David Duchovny) saca el informe triturado de la papelera de Spender y viaja a Virginia. Después de que Mulder entrevista a los Weinsider, la policía, que sospecha de un aborto ilegal según Scully (Gillian Anderson), registra la propiedad. Mientras tanto, Wayne le confiesa a Laura que destruyó evidencia, alegando que ella abortó al niño mientras estaba en un estado de trance. Él convence a Laura de que su historia es cierta, y cuando la policía encuentra los restos del bebé en el horno del jardín, Laura se entrega. Cuando Wayne visita a Laura en la cárcel, ella sospecha de él y se horroriza al ver una herida de mordedura que le dio el demonio que la atacó en el cuello de Wayne. Para evadir la detección, Wayne succiona el alma de Laura, pero el técnico de emergencias puede salvarle la vida, para su sorpresa, aunque ella está en coma.
Mulder descubre que Wayne tiene otra esposa, Betsy Monroe, que también está embarazada. Una verificación de antecedentes de Wayne descubre que es un inmigrante checo que originalmente se llamaba Iván Veles y ha enviudado varias veces. Mulder sospecha que Wayne es un demonio que está tratando de tener un bebé normal y termina los embarazos cuando el feto exhibe rasgos demoníacos. Después de que Betsy le dice a Wayne que su ecografía reciente descubre algunas irregularidades en la estructura ósea del bebé, Wayne continúa con su plan de aborto. Betsy luego tiene un sueño similar al de Laura, pero reconoce al demonio del sueño como su esposo y lo confronta. Mientras Mulder y Scully conducen a la casa de Betsy, se encuentran con una Betsy angustiada y ensangrentada que conduce el auto de Wayne, aparentemente acaba de perder a su bebé. Los agentes buscan a Wayne y lo atrapan cavando en el patio trasero de Betsy. Enfrentado, Wayne afirma que está desenterrando pruebas antes de que un oficial le dispare. Wayne es llevado al hospital y colocado en una cama junto a Laura. Cuando la ve junto a él, Wayne abre la boca y le devuelve el alma a su cuerpo.
Mulder y Scully descubren los restos óseos de varios bebés humanos en el patio de Betsy, ninguno con deformidades, lo que lleva a Mulder a deducir que Betsy también es un demonio que no puede tener descendencia demoníaca a menos que esté embarazada de otro demonio. A diferencia de Wayne, ella ha estado interrumpiendo embarazos que resultaron en bebés no demoníacos, el mismo tipo que Wayne estaba tan desesperado por tener. Como demonio, Betsy reconoció a Wayne como un hombre de su especie, lo que le permitió evitar que extrajera a su bebé y luego incriminarlo por la muerte de los bebés enterrados en su jardín.
En la escena final, se ve a Betsy alejándose en el convertible de Wayne con un asiento para el automóvil del que sobresale la mano moteada y con garras de un bebé. Ella le sonríe a su hijo, revelando momentáneamente sus ojos demoníacos.

## Producción

### Trasfondo

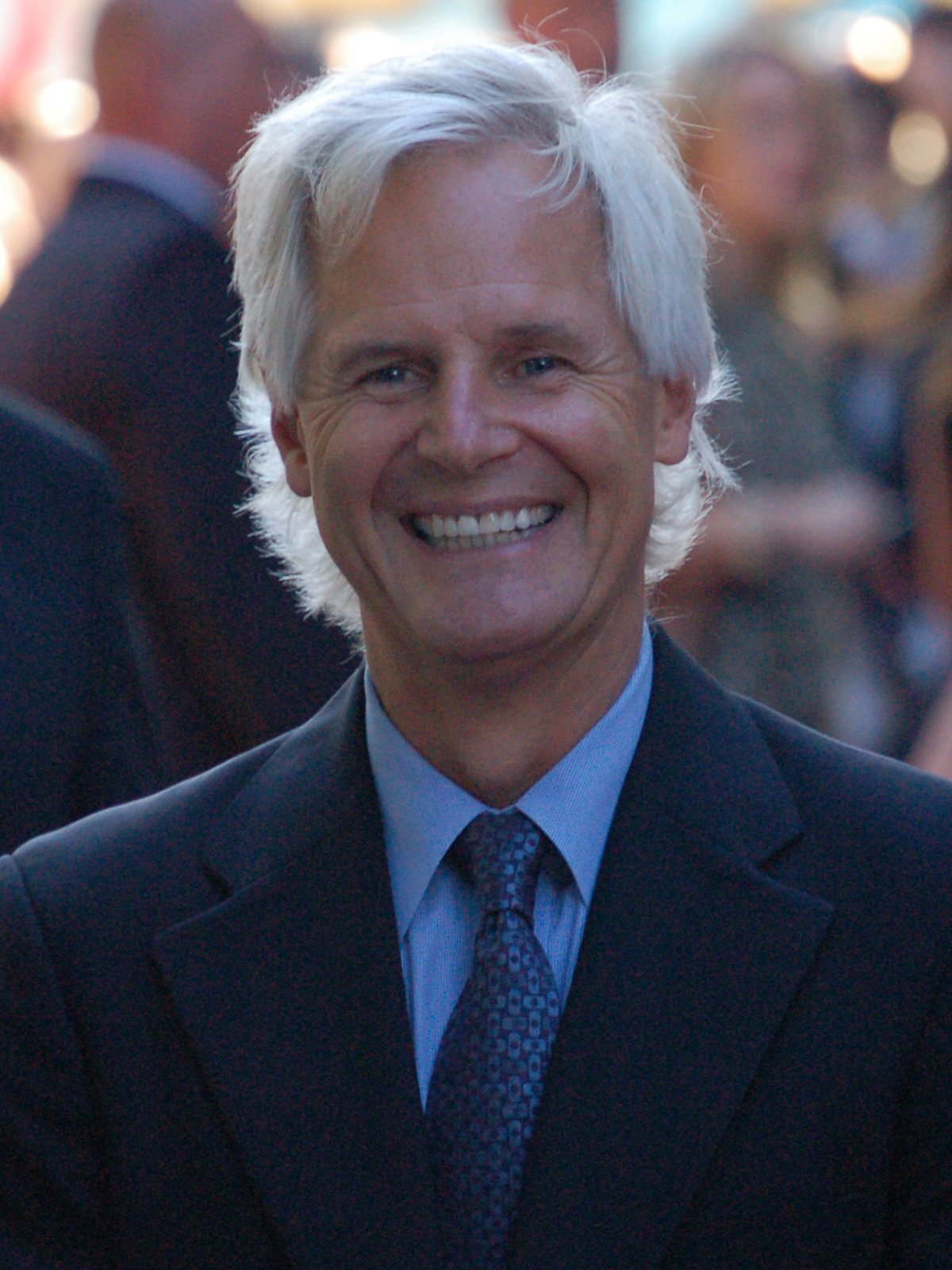
El creador de The X-Files Chris Carter dio luz verde al episodio, siguiendo una propuesta proporcionado por David Amann.

«Terms of Endearment» fue escrito por el editor ejecutivo de historias de The X-Files, David Amann, convirtiéndolo en su primera contribución de escritura a la serie. El concepto de «Terms of Endearment» fue «sobre la quinta o sexta idea» que se le ocurrió a Amann para el programa. La idea original de Amann era escribir lo que él describió como «Rosemary's Baby al revés». Explicó: «Tuve esta idea [para hacer el episodio] no desde el punto de vista de la desventurada mujer involuntariamente embarazada, sino desde el punto de vista del diablo». Amann presentó su idea al creador de la serie Chris Carter, quien le dio el encargo de escribir el resto del episodio.
Según Amann, el borrador inicial era «más pesado en puro valor impactante y más ligero en humor e interés humano». En esta versión, se muestra al demonio sacando una serpiente del útero de Laura y no un bebé demoníaco. Además, la historia se desarrolló de una manera más «lineal» y mostró a un esposo demonio pasando de esposa humana a esposa humana, matándolas si no lograba dar a luz a un bebé humano. Los escritores habituales de la serie sintieron que esta versión inicial de la historia tenía cierta «inevitabilidad». Carter sugirió que la segunda mujer debería ser un demonio. Amann admitió más tarde que esta adición hizo que la historia «funcionara bien». Kerry Fall de DVD Journal sugirió que la trama giraba en torno a «las esposas y la vida de un demonio que intenta tener un hijo normal».
La partitura de «Terms of Endearment» fue compuesta por el habitual de la serie Mark Snow, quien usó cantos gregorianos para darle a la atmósfera una sensación «espeluznante». La canción de 1995 «Only Happy When It Rains» del grupo de rock alternativo Garbage suena varias veces en el episodio, sobre todo cuando Betsy Monroe se va con su bebé demonio. La cita «Zazas, zazas, nasatanada zazas», supuestamente pronunciada por Laura Weinsider mientras estaba en trance, es la que utilizó el ocultista Aleister Crowley para abrir el décimo Aethyr del demonio thelemático Choronzon. «Terms of Endearment» no es la primera ocasión en que la serie recibe influencia de Crowley; una escuela secundaria del episodio «Die Hand Die Verletzt» también recibió su nombre a partir de Crowley.

### Reparto

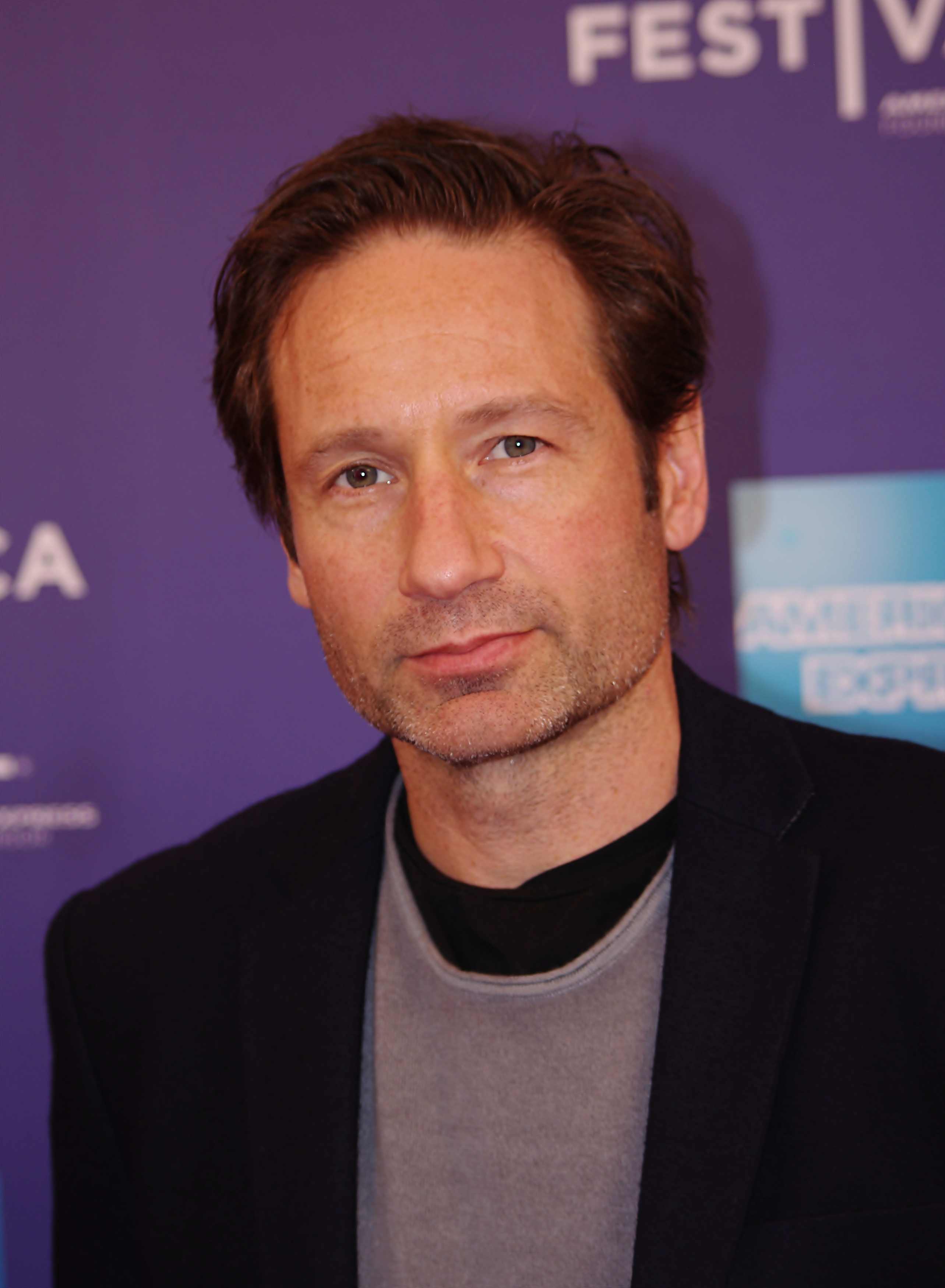
David Duchovny (en la foto) se entretuvo durante la producción haciéndole bromas a Bruce Campbell.

Rick Millikan seleccionó a Lisa Jane Persky, que estaba en lo más alto de su «lista de deseos» para el papel de Laura. En medio de la filmación, un miembro del elenco se retiró de la producción por motivos religiosos. Una madre retiró a su bebé del elenco durante el repaso final de la escena del «nacimiento maldito». Aunque fanática del programa, como católica devota, se sentía incómoda con que su hijo representara a un demonio. El director Rob Bowman comprendió sus preocupaciones y el personal de reparto pudo encontrar un bebé de reemplazo en menos de 45 minutos. Fue la primera vez durante el rodaje de la serie que un miembro del reparto se retiró por motivos religiosos.
Bruce Campbell, conocido por asumir papeles protagónicos en películas de terror de Sam Raimi como la trilogía The Evil Dead, fue elegido como el antagonista del episodio, Wayne Weinsider. Campbell había trabajado anteriormente para la cadena Fox en su serie de corta duración The Adventures of Brisco County, Jr., que comenzó como el programa de introducción de The X-Files durante su primera temporada. Fox había asumido inicialmente que Brisco County, Jr. iba a ser la serie más exitosa, mientras que The X-Files fue mencionado con menos aprecio como «el otro drama que Fox ordenó esa primavera». Varias de las personas que trabajaron en la serie fallida Brisco County, Jr. más tarde encontraron una carrera trabajando en The X-Files, lo que llevó a Campbell a llamar al proceso una experiencia de «volver a casa».
Campbell conoció a Duchovny y Anderson por primera vez durante las campañas promocionales de ambas series en 1993. Comentó que, aunque Duchovny era conocido por desempeñar un papel serio en el programa, en la vida real era una persona bastante divertida. Durante el rodaje, Campbell y Duchovny se entretuvieron en el set haciéndoles bromas a los miembros del equipo, y finalmente se detuvieron cuando los miembros del equipo se enfadaron. Aunque Campbell tenía una opinión positiva de trabajar en el programa, comentó que la naturaleza del programa no permitía mucha improvisación, describiendo la producción como una «máquina bien engrasada».

### Rodaje

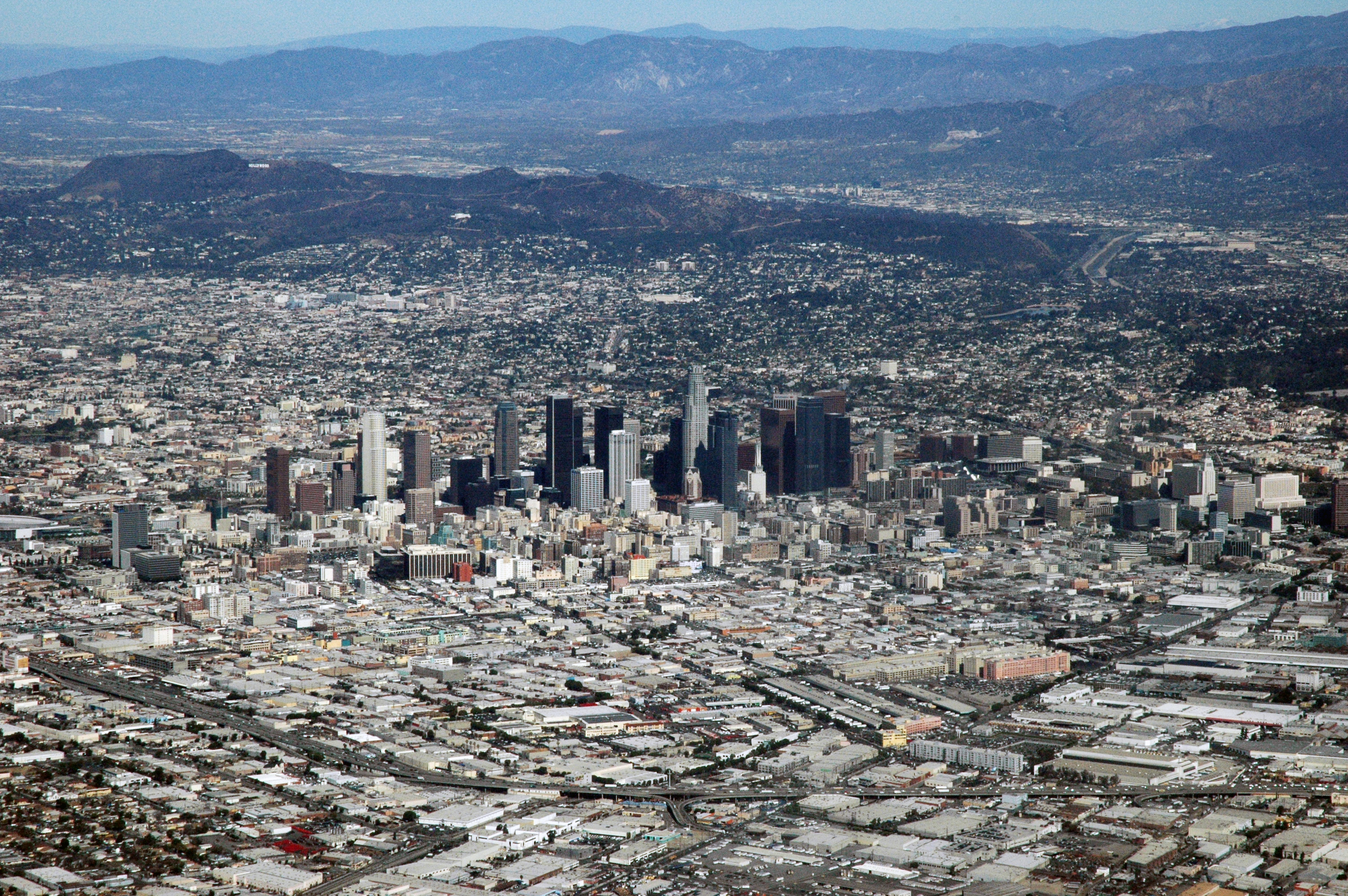
«Terms of Endearment» se filmó en Los Ángeles, al igual que el resto de los episodios de la sexta temporada.

Las primeras cinco temporadas de la serie se filmaron principalmente en Vancouver, Columbia Británica, y la producción de la sexta temporada del programa se realizó en Los Ángeles, California. El rodaje principal al aire libre de «Terms of Endearment» tuvo lugar alrededor de Pasadena, llamada «la parte más parecida a la costa este del área metropolitana de Los Ángeles» por Andy Meisler en su libro The End and the Beginning. El automóvil que aparece en el episodio era un convertible Chevrolet Camaro Z28. Meisler escribió sarcásticamente que General Motors «no tenía reparos en ver sus vehículos conducidos en pantalla por un pariente de Satanás».
Varios de los efectos especiales utilizados en el episodio se crearon con un estilo de «bajo estrés» que no dependía totalmente de las imágenes generadas por computadora. Durante la escena del parto, los quemadores de gas se colocaron a cierta distancia de una cama a prueba de fuego. Luego, la escena se filmó con una lente larga para dar el efecto de que el fuego estaba a solo unos centímetros de la cama. El productor John Shiban dijo que el equipo de filmación hizo «un gran tratamiento con los ojos» para hacer que la escena fuera aterradora. La ecografía del diablo se creó usando la cinta de video de un sonograma real de la esposa de un miembro del equipo. Luego, la cinta de video fue editada para darle un aspecto demoníaco.
El esqueleto del bebé quemado fue construido desde cero. Originalmente, la tripulación había planeado alquilar un esqueleto fetal real, pero el costo de $3,000 los obligó a hacer uno propio. El gerente de la oficina, Donovan Brown, señaló que «obtuvimos dos o tres de esos modelos de esqueletos de adultos, cortamos un pie más o menos de una pierna aquí y acortamos un brazo allá, los pegamos juntos a un modelo de yeso de un cráneo fetal que encontramos y lo colocamos junto a algo que funcionó de maravilla».

## Temas
Un tema principal en el episodio es el horror del parto. Amann describe el episodio como una inversión de la película de terror de 1968 Rosemary's Baby que trata sobre una mujer asustada de dar a luz a un bebé demoníaco. Al igual que con muchos otros episodios de la serie, «Terms of Endearment» está fuertemente influenciado por películas de terror y presenta imágenes góticas. Además de Rosemary's Baby y otras películas de Roman Polanski, el episodio muestra referencias estilísticas a la película de 1972 El exorcista y la película de 1981 The Evil Dead. La influencia del género se extiende al casting de Campbell, un actor desconocido para el público en general pero con un culto destacado entre los fanáticos del terror.
El principal antagonista de «Terms of Endearment», Wayne Weinsider, es un demonio asesino de niños. Sin embargo, el episodio juega en contra de los arquetipos del género al convertir a Wayne en un villano simpático. Los críticos han señalado que la presentación del personaje no fue del todo negativa. Algunos han comentado que Campbell humanizó al personaje, retratándolo de una manera que agrega simpatía a un personaje que podría haber sido más siniestro. Cuando Wayne es derrotado, la audiencia se identifica parcialmente con él. En última instancia, se sacrifica para salvar la vida de su esposa, mostrando cualidades heroicas y subvirtiendo la forma en que a menudo se retrata a los villanos en el género.

## Emisión y recepción

### Audiencia y recepción inicial
«Terms of Endearment» se emitió originalmente en la cadena Fox el 3 de enero de 1999, promovido con el lema «Nacido para levantar el infierno. Esta noche, algo aterrador está por nacer».  Obtuvo una calificación Nielsen de 10,5, con una participación de 15, lo que significa que aproximadamente el 10,5 por ciento de todos los hogares equipados con televisión y el 15 por ciento de los hogares que miraban televisión sintonizaron el episodio, que fue visto por 18,70 millones de espectadores.
Tras su primera emisión, el episodio recibió críticas mixtas a negativas de los críticos. Michael Liedtke y George Avalos, en una reseña de la sexta temporada en The Charlotte Observer, llamaron al episodio «simplemente malo». Sarah Stegall otorgó al episodio dos estrellas de cinco, comparándolo positivamente con el trabajo de Roman Polanski, pero criticando su incapacidad para entregar material realmente aterrador. Stegall reflexionó que «Terms of Endearment» carecía de la escritura vanguardista de algunos de los mejores episodios de la serie, aunque notó que Campbell «tiene una buena actuación con material mediocre». También criticó la representación de material religioso, comparándolo negativamente con otros episodios con temas religiosos como «Revelations» y «Miracle Man».
Paula Vitaris de Cinefantastique le dio al episodio una crítica mixta y le otorgó dos estrellas de cuatro, calificándolo de decepción. Vitaris criticó fuertemente la línea de Mulder: «No soy un psicólogo», supuestamente una improvisación del propio Duchovny, y señaló que socava la continuidad establecida dentro de la serie, incluida la formación del personaje en psicología. Tom Kessenich, en su libro de 2002 Examinations: An Unauthorized Look at Seasons 6–9 of the X-Files, elogió la entrega y dijo: «Pon un demonio en la trama y te seguiré para ver qué puedes hacer... Disfruté inmensamente esta historia de un demonio que busca ser un padre normal». En su opinión, el episodio mostró un regreso a las narrativas anteriores basadas en el terror por las que la serie era conocida; aunque elogiando la elección de Campbell, escribió que faltaron momentos entre Mulder y Scully.

### Recepción posterior

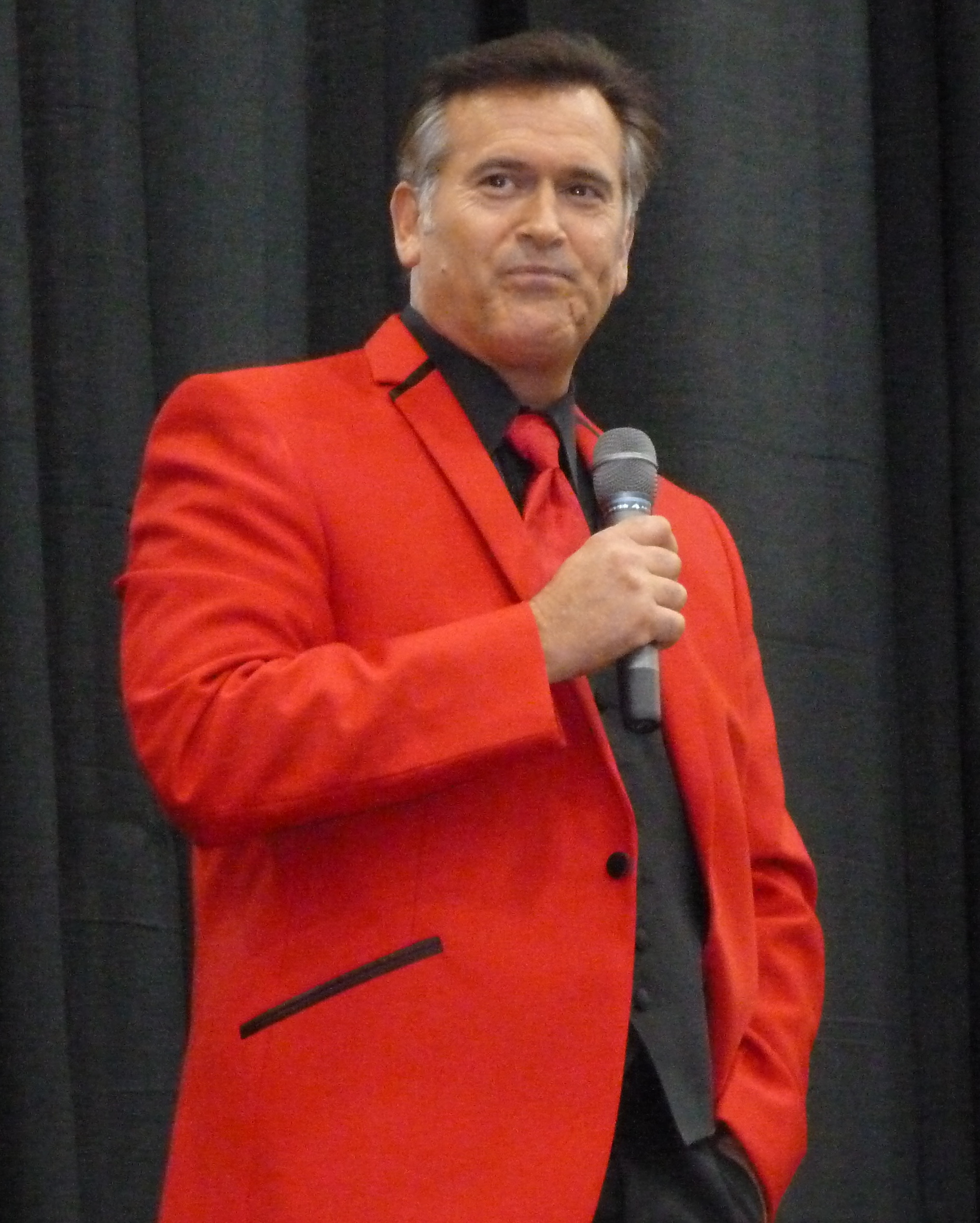
Bruce Campbell recibió críticas positivas por su papel como el demoníaco Wayne Weinsider. Varios críticos sintieron que aportó humanidad al personaje.

En los años posteriores a la transmisión original de «Terms of Endearment», la recepción de la crítica mejoró. Robert Shearman y Lars Pearson, en su libro Wanting to Believe: A Critical Guide to The X-Files, Millennium & The Lone Gunmen, otorgaron tres estrellas de cinco, describiéndola como «una historia muy valiente». Shearman y Pearson sintieron que el episodio se vio afectado por su intento de equilibrar la comedia y el terror, «sin tener suficiente comedia para explorar la premisa correctamente y sin suficiente suspenso para proporcionar mucho drama». Sin embargo, tanto Persky como Campbell fueron elogiados por su actuación, a pesar de la aparente superficialidad del personaje de este último. David Wharton de Cinema Blend calificó la actuación de Campbell de «discreta» y sutil, y comentó que interpretó a Wayne Weinsider «un poco menos loco que muchos de los papeles por los que es conocido». Wharton elogió el casting, describiéndolo como «contra tipo», que afirmó funcionó bien porque el material del episodio era más serio y dramático de lo habitual para la serie.
Emily VanDerWerff de The A.V. Club le dio al episodio una crítica positiva y le otorgó una «B». Elogió la actuación de Campbell, llamándolo «lo mejor de» la entrega y elogió el concepto general de la entrada. VanDerWerff declaró que después de varias historias humorísticas seguidas, «Terms of Endearment» fue un «regreso a la forma» para la serie, lo que devolvió la temporada al formato más directo del monstruo de la semana. Sin embargo, VanDerWerff notó que las mayores debilidades del episodio eran el uso limitado de Scully y el uso exagerado de Spender como villano. Otro crítico de The A.V. Club, Zack Handlen, comentó que «Terms of Endearment» estuvo notablemente más influenciado por el terror que «The Rain King» de la semana siguiente. Edward Olivier de The Celebrity Cafe declaró que la entrega se alejó de la fórmula regular de X-Files, mostrando a Campbell en un «papel importante».
Las revisiones retrospectivas de  «Terms of Endearment» con respecto a la serie en su conjunto fueron mixtas. En un resumen de las estrellas invitadas de The X-Files que dejaron una impresión duradera, Lana Berkowitz del Houston Chronicle incluyó a Campbell, llamándolo el «demonio que quiere ser padre». Christine Seghers de IGN describió la entrada como un «destacado espeluznante» de la sexta temporada, y nombró la aparición especial de Campbell como la sexta mejor de la serie. La actuación de Campbell fue calificada de «conmovedora» por Seghers, quien vio que Campbell logró ofrecer una actuación que «se despojó por completo de su característico sarcasmo». Cinefantastique tarde nombró la secuencia del sueño de «Terms of Endearment» como el noveno momento más aterrador en The X-Files. Andrew Payne de Starpulse citó el episodio como el segundo más decepcionante de la serie, llamando a la premisa «aburrida». Payne afirmó que solo «Chinga», un episodio escrito por el autor Stephen King, desperdició más su potencial.

## Impacto
Tras su participación en este episodio, Campbell fue considerado como un posible contendiente para el papel de John Doggett, personaje que aparecería en la octava temporada. Más de cien actores audicionaron para el papel. Debido a una obligación contractual, Campbell no pudo tomar ningún trabajo durante el rodaje de su serie Jack of All Trades. Sobre la posibilidad de ser elegido como el personaje habitual de la serie, Campbell reflexionó: «Había trabajado en un episodio de X-Files antes, y creo que me recordaron por eso. Fue agradable estar involucrado en eso, incluso si no lo entiendes, es bueno pasar el rato en esa fiesta». El personaje finalmente fue interpretado por el actor Robert Patrick. Más adelante en la novela Make Love! The Bruce Campbell Way, bromeó diciendo que Patrick «lo sacó del papel».
«Terms of Endearment» fue la primera entrada de la serie escrita por Amann, quien anteriormente había presentado sin éxito varias ideas para el programa. Basado en el éxito de este episodio, Amann pasó a escribir varios episodios más para la serie, como «Agua Mala» más adelante en la misma temporada. Durante la novena temporada, Amann se convirtió en uno de los principales productores supervisores y participó en la escritura de varios episodios, sobre todo «Release» y «Hellbound».
Chris Owens, quien interpretó a Jeffrey Spender en el programa, se vio afectado negativamente por el episodio. Tras el estreno de «Terms of Endearment», recibió «reacciones extrañas» de personas en la calle que estaban disgustadas con su personaje. En la serie, el personaje no cree firmemente en lo paranormal e intenta eliminar el informe inicial sobre demonios secuestradores de niños en el episodio, solo para que Mulder y Scully lo recuperen. La gente estaba tan molesta por la naturaleza del personaje que Owens fue molestado durante su vida cotidiana; durante un incidente, una persona lo llamó enojado «trituradora de papel».